# Namibiola nuda
Namibiola nuda är en insektsart som beskrevs av Nielson 1982. Namibiola nuda ingår i släktet Namibiola och familjen dvärgstritar. Inga underarter finns listade i Catalogue of Life.